# Route 241 (Québec)
Pour les articles homonymes, voir Route 241.
La route 241 (R-241) est une route régionale québécoise d'orientation nord / sud située sur la rive sud du fleuve Saint-Laurent. Elle dessert les régions administratives de l'Estrie et de la Montérégie.

## Tracé
L'extrémité sud de la route 241 est située à Cowansville à sa jonction avec les routes 104 et 139. Elle se termine à 54 kilomètres au nord à Roxton Falls sur la route 139. Sur son chemin, elle croise les villes de Bromont et de Waterloo. Elle croise également l'A-10 à Bromont, mais n'y est pas directement reliée par un échangeur.

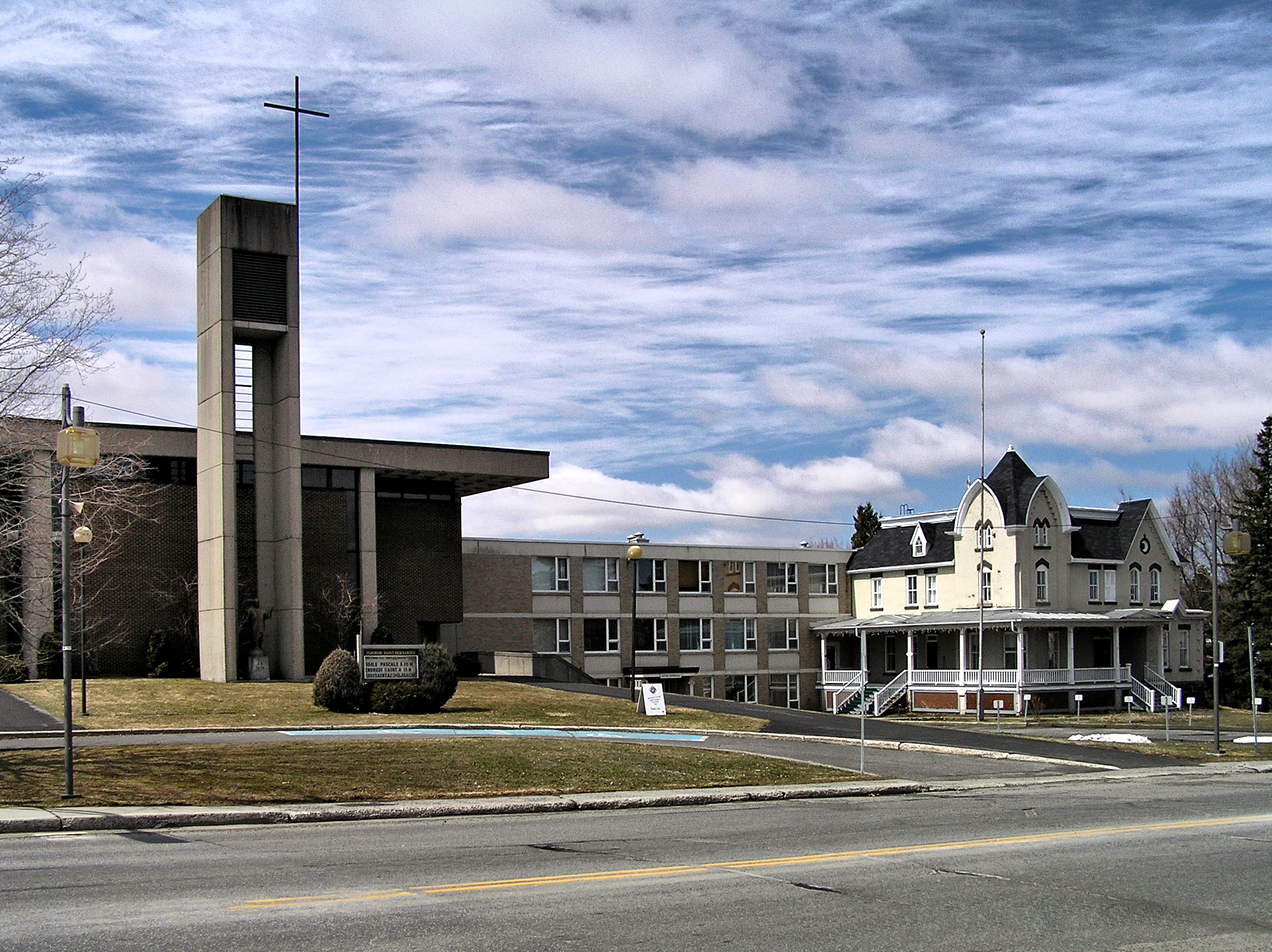
Les routes 112, 241 et 243 se croisent devant l'église Saint-Bernardin à Waterloo.
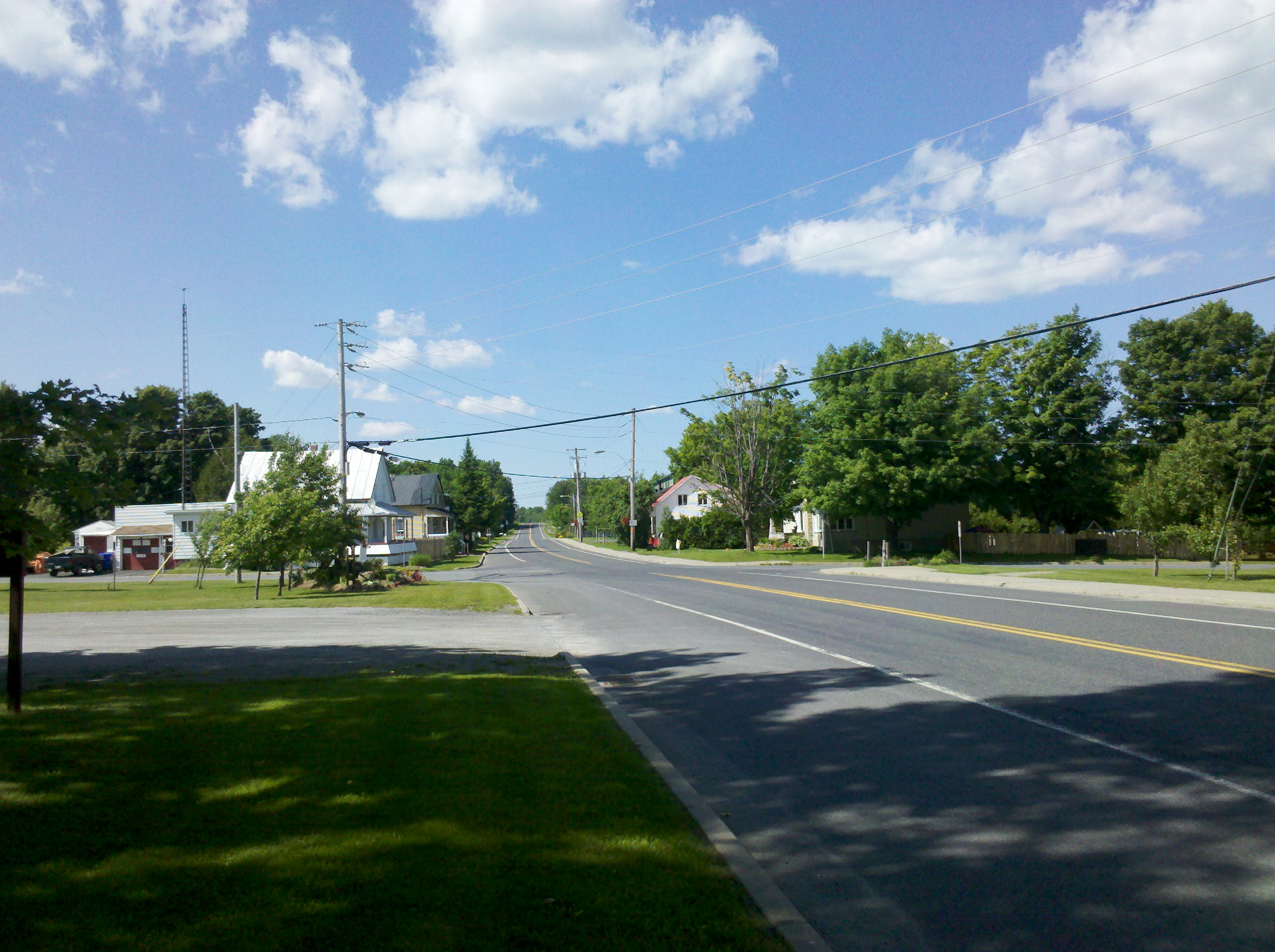
La rue Principale à Saint-Joachim-de-Shefford.

## Localités traversées (du sud au nord)
Liste des municipalités dont le territoire est traversé par la route 241, regroupées par municipalité régionale de comté.

### Estrie
Brome-Missisquoi
- Cowansville
- Brigham
- Bromont

La Haute-Yamaska
- Shefford
- Waterloo
- Warden
- Saint-Joachim-de-Shefford

### Montérégie
Acton
- Roxton
- Roxton Falls

## Intersections majeures
| MRC                                           | Municipalité | km    | Destinations                                      | Notes                                                                                                   |
| --------------------------------------------- | ------------ | ----- | ------------------------------------------------- | --- |
| Brome-Missisquoi                              | Cowansville  | 0,00  | R-104 / R-139 – Lac-Brome, Sutton, Granby         | Carrefour giratoire                                                                                     |
| La Haute-Yamaska                              | Waterloo     | 28,30 | R-112 est / R-243 sud – Lac-Brome                 | Terminus sud du multiplex avec la R-112 / R-243                                                         |
| La Haute-Yamaska                              | Waterloo     | 29,20 | R-112 ouest – Granby                              | Terminus nord du multiplex avec la R-112                                                                |
| La Haute-Yamaska                              | Warden       | 32,80 | R-243 nord – Valcourt, Sainte-Anne-de-la-Rochelle | Terminus nord du multiplex avec la R-243; Sainte-Anne-de-la-Rochelle indiqué en direction sud seulement |
| Acton                                         | Roxton Falls | 54,70 | R-139 – Roxton Pond, Granby, Acton Vale           | |
| - Terminus de multiplex - Transition de route |              |       |                                                   | |